# Maxime Busi
Maxime Busi (Lieja, 14 de octubre de 1999) es un futbolista belga que juega en la demarcación de defensa para el Stade de Reims de la Ligue 2.

## Biografía
Tras empezar a formarse como futbolista en el Standard Lieja, Sint-Truidense y finalmente en el Royal Charleroi S. C., finalmente hizo su debut con el primer equipo el 26 de septiembre de 2018 en la Copa de Bélgica contra el SC Eendracht Aalst, llegando a disputar los 90 minutos. Abandonó el equipo en octubre de 2020 para marcharse al Parma Calcio 1913, donde permaneció temporada y media antes de recalar cedido en el Stade de Reims. Posteriormente siguió en el club y en enero de 2025 fue prestado al NAC Breda.

## Clubes
| Club                  | País         | Año       | Partidos | Goles |
| --------------------- | ------------ | --------- | -------- | ----- |
| Royal Charleroi S. C. | Bélgica      | 2019-2020 | 43       | 0     |
| Parma Calcio 1913     | Italia       | 2020-2022 | 32       | 0     |
| Stade de Reims        | Francia      | 2022-2025 | 49       | 1     |
| NAC Breda (cedido)    | Países Bajos | 2025      | 13       | 0     |
| Stade de Reims        | Francia      | 2025-     |          |       |